# Efterårets og forårets profil
TIPS-bladet har siden 1994 kåret efterårets profil i Superligaen og siden 1999 også forårets profil. Det er trænerne fra alle klubberne i ligaen der stemmer om vinderen.
Fodboldmagasinet FORZA har kåret forårets profil i Superligaen siden 2006, hvor det er anførerne fra alle klubberne i ligaen der stemmer om vinderen.

## Efterårets profil i Superligaen
| År   | TIPS-bladet                       |
| ---- | --------------------------------- |
| 2006 | Michael Gravgaard (FC København)  |
| 2005 | Michael Gravgaard (FC København)  |
| 2004 | Mohamed Zidan (FC Midtjylland)    |
| 2003 | Tommy Bechmann (Esbjerg fB)       |
| 2002 | Martin Albrechtsen (FC København) |
| 2001 | Christian Poulsen (FC København)  |
| 2000 | Peter Graulund (Brøndby IF)       |
| 1999 | Morten Poulsen (Viborg FF)        |
| 1998 | Ståle Solbakken (AaB)             |
| 1997 | Ebbe Sand (Brøndby IF)            |
| 1996 | Søren Colding (Brøndby IF)        |
| 1995 | Allan Nielsen (Brøndby IF)        |
| 1994 | Bo Hansen (Brøndby IF)            |

## Forårets profil i Superligaen
| År   | TIPS-bladet                       | FORZA                         |
| ---- | --------------------------------- | ----------------------------- |
| 2006 | Tobias Linderoth (FC København)   | Marcus Allbäck (FC København) |
| 2005 | Johan Elmander (Brøndby IF)       |                               |
| 2004 | Mohammed Zidan (FC Midtjylland)   |                               |
| 2003 | Morten Wieghorst (Brøndby IF)     |                               |
| 2002 | Peter Madsen (Brøndby IF)         |                               |
| 2001 | Thomas Røll Larsen (FC København) |                               |
| 2000 | Steven Lüstü (Herfølge)           |                               |
| 1999 | Heine Fernandez (Viborg FF)       |                               |